# Асланов, Ниязи Шарафхан оглы
Ниязи Шарафхан оглы Асланов (азерб. Niyazi Şərəfxan oğlu Aslanov; 25 декабря 1960 — 4 мая 1992) — военнослужащий Вооружённых сил Республики Азербайджан, Национальный Герой Азербайджана (1993, посмертно).

## Биография
Родился Ниязи Асланов 25 декабря 1960 года в селе Тапкаракоюнлу, Касум-Исмаиловского района, ныне Геранбойского района, Азербайджанской ССР. С 1968 по 1978 годы проходил обучение в сельской средней школе. После окончания школы был призван на срочную военную службу в ряды Советской армии. Службу проходил в Алтайском крае РСФСР. Возвратившись после окончания службы домой, занимался сельским хозяйством. В 1988 году, когда в Исмаиловском районе Азербайджанской ССР активизировалось противостояние между двумя народами, начали создаваться отряды самообороны из числа местных сельских жителей. В один из такой отрядов в селе Тапкаракоюнлу был зачислен Ниязи Асланов. Члены отряда организовали дежурство на подступах к селу, защищали жителей от случайных набегов противника.
Чтобы защитить родное село от вооружённых бандитов, Ниязи со своими товарищами искал оружие, патроны к нему. Ниязи и его односельчане обнаружили две боевые машины, танки, которые требовали ремонта. Они их привели в рабочее состояние и предотвратили переход села Шафаг в руки противника. Ниязи принимал участие в военных операциях в районах Заря, Гюрзалы, Тодан, Сарысу, Тертер и Агдам. 4 мая 1992 года во время боя близ родного села, спасая командира Исфандияра Асадова, получил смертельное ранение и погиб в бою.
Ниязи был женат, воспитывал двоих сыновей.

## Память
Указом Президента Азербайджанской Республики № 457 от 5 февраля 1993 года Ниязи Шарафхан оглы Асланову было присвоено звание Национального Героя Азербайджана (посмертно).
Похоронен в родном селе Тапкаракоюнлу Геранбойского района республики Азербайджан.
Сельская средняя школа, в которой обучался Национальный Герой Азербайджана, носит имя Ниязи Асланова.